# Caso PARLACEN
El caso PARLACEN fue un proceso judicial y mediático que ocurrió en Guatemala y El Salvador entre 2007 y 2013. El caso se inició el 20 de febrero de 2007 cuando fueron brutalmente asesinados Eduardo D'Aubuisson Mungia, William Rizziery Pichinte y José Ramón González, diputados del Parlamento Centroamericano -PARLACEN- así como su chofer Gerardo Napoleón Ramírez. Los diputados acababan de llegar a Guatemala procedentes de El Salvador. Por el hecho se capturó a cuatro policías guatemaltecos, quienes fueron enviados a la cárcel de máxima seguridad del país -El Boquerón- y a pesar de ello fueron asesinados dentro de la prisión. En ese momento, las autoridades guatemaltecas acusaron a pandilleros como los responsables del múltiple homicidio de los agentes; sin embargo, hubo presos que aseguraron que hubo una especie de operativo que incluyó vehículos, en los cuales los asesinos ingresaron al recinto y directamente se dirigieron a donde estaban recluidos los policías para darles muerte.

## Hechos

### Asesinato de los diputados
El 20 de febrero de 2007 fueron brutalmente asesinados en Guatemala tres diputados salvadoreños del Parlamento Centroamericano (PARLACEN)- todos miembros del partido A.R.E.N.A. y entre ellos el hijo menor del fallecido líder de extrema derecha Roberto D'Aubuisson-; los cadáveres de los diputados salvadoreños Eduardo D'Aubuisson Mungia, William Rizziery Pichinte y José Ramón González, así como del chofer Gerardo Napoleón Ramírez, mostraban numerosos impactos de bala y fueron hallados carbonizados el lunes por la noche en un camino secundario de Guatemala, en las inmediaciones de la aldea El Jocotillo, unos 40 kilómetros al este de la Ciudad de Guatemala. Ese mismo día, los presidentes de Guatemala, Oscar Berger Perdomo, y de El Salvador, Elías Antonio Saca, condenaron los homicidios y abogaron por una investigación a fondo para esclarecer los asesinatos, mientras crecía la hipótesis de que habría un móvil político tras los hechos. Ese día también, el ministro guatemalteco del Interior, Carlos Vielmann, dio a conocer los detalles del caso a la prensa y dijo que no había duda de que habían sido asesinados el lunes, cuando llegaron al país. Agregó que de momento no había pistas sobre el motivo o la identidad de los atacantes, y prometió una investigación con un equipo especial.
Eduardo D'Aubuisson, de 39 años, era el hijo menor del mayor Roberto D'Aubuisson, líder de extrema derecha en El Salvador durante la guerra civil en la década de 1980.
El PARLACEN emitió una enérgica condena contra los asesinatos, al igual que el FMLN, que también hizo un llamado a Guatemala para una pronta y exhaustiva investigación, mientras que el Congreso salvadoreño repudió el homicidio de sus tres legisladores y decretó tres días de duelo nacional.
El ministro de Seguridad Pública salvadoreño, René Figueroa, declaró en una conferencia de prensa en San Salvador que las autoridades guatemaltecas le habían manifestado que los diputados habían sido vistos en la capital de Guatemala y que no descartaba que hubieran sido secuestrados y llevados al lugar donde fueron asesinados. Los diputados viajaban en una caravana con otros miembros salvadoreños del PARLACEN y al cruzar la frontera estaban siendo escoltados por la Policía Nacional Civil guatemalteca hasta la Ciudad de Guatemala, como era habitual, dada la inseguridad que reina en las carreteras del país.

### Captura de policías guatemaltecos involucrados
| «Obviamente los detenidos no sabían que la camioneta tenía instalado un GPS y "policialmente hablando" el caso está resuelto.» «Nosotros sabemos que estas personas no deberían formar parte de nuestra institución. Estas detenciones forman parte de la lucha para poner más controles e ir depurando y limpiando la institución.» —Erwin Sperisen Jefe la Policía Nacional Civil de Guatemala 23 de febrero de 2007 |

Cuatro agentes de la Policía Nacional Civil de Guatemala fueron arrestados el 23 de febrero acusados del homicidio de los diputados y su chofer; el fiscal del caso, Álvaro Matus, indicó que la clave detrás de los arrestos fue el sistema de GPS (Posicionamiento Global por Satélite) instalado en el vehículo policial, que ubica a los sospechosos en lugar del crimen. Otras pruebas que condujeron al arresto fueron un video de una empresa de transportes y la declaración de testigos; el ministro Vielmann confirmó que continúa la búsqueda de otros dos sospechosos mientras que el presidente Saca, elogió a las autoridades guatemaltecas por su rápido accionar en la investigación del crimen.
De acuerdo a una entrevista que se le hizo al director de la policía ese día, en el mapeo de la zona aparecía la señal del GPS de un vehículo policial en el mismo sector donde se produjeron los asesinatos, y que no tenía porqué estar allí; cuando la policía verificó de qué vehículo se trataba se encontró que éste concordaba con un vehículo de las mismas características que un testigo había visto en el mismo lugar. Menos de 36 horas después, ya sabían quienes eran los autores materiales del crimen de los parlamentarios centroamericanos. El vehículo era un Toyota Yaris sin emblemas policiales; era nuevo, y sin placas, y lo utilizaba un funcionario de la sección de informática de la policía. Soto Diéguez autorizó que se lo trasladaran a los hombres que estaban bajo su mando. De acuerdo a Sperisen, los agentes fueron capturados y reconocieron su culpabilidad; aunque en un momento dado pidieron algún tipo de negociación a cambio de decir quién está detrás de la autoría intelectual de los asesinatos; igualmente, el jefe de la policía guatemalteca informó en ese momento que se trataba de una situación compleja porque los policía actuaron individualmente, por su propia iniciativa y utilizaron recursos de la institución policial sin tener autorización para hacerlo.
El presidente guatemalteco dijo que seguramente los agentes esperaban obtener un botín de dinero o de droga, pero al verse frustrados de no encontrar nada en el vehículo, asesinaron a los diputados; por su parte, el presidente salvadoreño hizo declaraciones similares respecto a las circunstancias en las que se produjeron las muertes. Ese día también se informó que el presidente Berger invitó al FBI estadounidense a ayudar en la investigación del asesinato de los tres parlamentarios salvadoreños. 
Los policías capturados por el asesinato de los diputados fueron los oficiales de alto rango Luis Arturo Herrera López -de 39 años y jefe de la sección del Crimen Organizado de la Dirección de Investigación Criminal (DICN) de la Policía Nacional Civil (PNC)- José Korky Estuardo López Arriaga, de 28 y los dos agentes investigadores José Adolfo Gutiérrez, de 36, y Marvin Langen Escobar Méndez; poco después, fueron llevados a la prisión del Boquerón, en el municipio de Cuilapa, Santa Rosa a 70 kilómetros al este de la Ciudad Guatemala,, la cual estaba ocupada en su mayoría por pandilleros de la peligrosa Mara Salvatrucha, pues el abogado de los policías consideró que la vida de éstos corría peligro en un penal de detención preventiva de la capital guatemalteca.

### Asesinato de los policías capturados
Los cuatro policías acusados de matar a los diputados salvadoreños fueron asesinados en la tarde del 25 de febrero de 2007 en la prisión del Boquerón. Mientras, en las afueras de la prisión varios agentes policiales y periodistas mostraban en sus teléfonos celulares las fotos de los cadáveres acribillados a balazos; mientras que los presos retuvieron como rehenes en la cárcel a cinco funcionarios -el alcaide, el jefe de seguridad y tres agentes- argumentando que no querían que se les acusara del crimen de los policías. Más de cuatrocientos agentes de la policía y miembros del Ejército, ocuparon luego la prisión y aislaron a los para evitar que se amotinaran los reclusos.
El jefe de la Dirección de Investigaciones Criminológicas de la Policía Nacional Civil de Guatemala, Víctor Soto, dijo en ese momento que "los cuatro agentes fueron ejecutados a tiros en el interior de la prisión", sin dar más detalles del hecho; sin embargo, internos del penal relataron que los agentes asesinados fueron primero degollados y posteriormente tiroteados. Por otra parte, fuentes del Sistema Penitenciario de Guatemala explicaron a medios locales que «un comando de hombres armados» ingresaron a «El Boquerón», amenazaron a los guardias de seguridad y al resto de reclusos y por varios minutos buscaron a los reos asesinados.
Aunque la gobernación y la fiscalía no dijeron que el crimen tuviera vinculación con el narcotráfico y ofrecieron una conferencia de prensa, el presidente guatemalteco Oscar Berger dijo que según la información que él manejaba en ese momento, fue una banda de narcotraficantes la que pagó por ejecutar a los diputados.
En 2010, los periodistas Laffite Fernández y Miguel Jara publicaron un artículo en el periódico El Mundo de El Salvador donde relatan que el mismo día del asesinato de los agentes policiales, Víctor Rivera llegó a la frontera de El Salvador desde donde intentó localizar a Rodrigo Ávila, en ese entonces jefe de la policía salvadoreña. Rivera -a quien apodaban como “Zacarías”- era venezolano y viajaba en varios vehículos oficiales acompañado de hombres armados; sus primeros contactos telefónicos los hizo desde la frontera con Guatemala a eso de las dos de la tarde y pedía un encuentro urgente con él en San Salvador. Como “Zacarías” insistía en contactar a Ávila, uno de sus colaboradores le aconsejó al exjefe de la policía que no lo recibiera; entonces, Rivera acabó reuniéndose con José Luis Tobar Prieto, el subjefe de la policía salvadoreña. En ese encuentro que apresuradamente buscó Rivera, el venezolano únicamente mostró unas fotografías y contactos telefónicos que ya se conocían en El Salvador, pero mientras estaban en la reunión, llegó la noticia, desde Guatemala, pasadas las seis de la tarde, sobre el exterminio de los cuatro agentes que participaron el crimen de los diputados salvadoreños, en la cárcel de Pavón.
Esa inesperada visita de Rivera la confirmó a Fernández y Jara el Ing. Rodrigo Ávila; según los periodistas, los investigadores de la CICIG dedujeron que era muy probable que el venezolano ya sabía lo que iba a ocurrir con los cuatro agentes policiales y fue a El Salvador para deslindarse de los hechos. Debe tomarse en cuenta que existe un video en donde uno de los agentes fallecidos había amenazado con contar lo que hacían Rivera y otras autoridades guatemaltecas.

### Interpelación al Ministro Vielmann sobre papel de Víctor Rivera
El Congreso de Guatemala intentó interpelar al ministro Vielman a principios de marzo de 2007, pero la interpelación no pudo llevarse a cabo; los diputados guatemaltecos -principalmente de partidos de la oposición- pretendían iniciar la sesión con varias preguntas sobre un oscuro asesor venezolano asignado al ministerio de Gobernación de Guatemala: Víctor Rivera Azuejo, de 62 años, conocido en el argot policial como “Zacarías”. De acuerdo a la jefa de la banda del Partido Patriota -Roxana Baldetti- un vehículo asignado a este asesor, un Nissan Frontier placas 304CWY, habría sido utilizado en al menos dos casos de ejecuciones extrajudiciales y un secuestro.
«Zacarías» era uno de los hombres más cercanos a Vielmann. Tanto que, en una fotografía que se presentó a la prensa en febrero de 2007, aparece hablando con los cuatro policías capturados por su participación en el asesinato de los tres diputados salvadoreños y el motorista. También se le iba a preguntar al ministro Vielman acerca de la posible ejecución extrajudicial de los policías en El Boquerón, pues ya existían versiones de que el operativo habría sido ejecutado por un comando que ingresó a la prisión para matar a los policías y que el mismo se conocía como «Las Tres V», por los nombres de los tres oficiales de seguridad que la comandaban -Víctor Soto, exjefe de Investigación Policial, Víctor Rivera “Zacarías” y Víctor Rosales, director de centros Penales de Guatemala.
En Guatemala, en 1997, Rivera fue objeto de un escándalo cuando un grupo de víctimas de secuestros lo acusó de mantener información sobre los plagios y no entregarla a las autoridades, lo que llevó a un cateo de sus oficinas en las que la Policía no encontró ningún documento. Durante el gobierno de Alfonso Portillo, «Zacarías» siguió trabajando con empresarios en asesorías de seguridad. En esa época comenzó a acercarse a la PNC y ya en octubre de 2006 se le vio públicamente durante la investigación del asalto al Aeropuerto Internacional La Aurora, en la que él mismo se encargó de dar a conocer el caso resuelto por los cuatro policías que, casualmente, fueron luego acusados de asesinar a los diputados del PARLACEN y que habían sido asesinados a su vez en El Boquerón. Según fuentes de seguridad consultadas en Guatemala, el grupo de «Zacarías» habría estado compuesto por cuatro jefes y un número desconocido de operativos. Paralelamente, desde la Policía Nacional Civil, otro grupo habría operado extrajudicialmente. Uno de los jefes de este último grupo era Luis Herrera López, jefe de la Unidad contra el Crimen Organizado hasta el día de su captura, acusado del homicidio de los diputados salvadoreños. Herrera murió el 25 de febrero con los otros policías -también de esa unidad- detenidos en la cárcel de El Boquerón.

### Amenazas y mordaza a la prensa guatemalteca
El 28 de febrero del 2007, la redacción del canal Cable Guatevisión, fue víctima de amenazas de muerte desde que realizó un reportaje sobre el asesinato de cuatro policías, ocurrido el 25 de febrero de ese año, se presume que existen criminales infiltrados en la policía. Según Haroldo Sánchez, director de antena de Cable Guatevisión, las fuerzas del orden grabaron y fotografiaron a los periodistas de su redacción que realizaban un reportaje sobre el asesinato de los cuatro policías guatemaltecos que fueron ejecutados en la cárcel. El noticiero reportó que desde el 25 de febrero de 2007 la redacción estaba recibiendo amenazas de muerte para no volver a dar cobertura al asunto.
El 15 de marzo los hermanos José Luis y Henry Benítez presentaron una denuncia contra el presidente de elPeriódico, José Rubén Zamora y la jefa de Redacción Ana Carolina Alpírez, acusándolos de ser los autores intelectuales de tentativa de asesinato y amenazas; de acuerdo a la denuncia, el 8 de marzo, elPeriódico realizó una investigación, denunciando que los hermanos Benítez forman parte de un grupo que opera en la policía y que protagonizó un operativo en septiembre de 2006 donde ingresaron a la cárcel de Pavón con capuchas y fusiles M-16 y habrían dado muerte extrajudicialmente a siete prisioneros. El 9 de marzo, los hermanos Benítez supuestamente fueron atacados a tiros y acusaron a elPeriódico de ser los autores intelectuales de la tentativa de asesinato; en ese momento, el director de la Policía Nacional Civil, Edwin Sperissen, se unió a las acusaciones de los hermanos Benítez y responsabilizó a elPeriódico por poner en riesgo la vida de sus asesores.
Por otra parte, la prensa salvadoreña presentó las siguientes noticias, que no circularon en Guatemala en ese momento:
- La PNC salvadoreña participó activamente en la captura de los cuatro policías guatemaltecos.
- El director de la PNC salvadoreña, Rodrigo Ávila, confirmó que el diputado William Pichinte llevaba una fuerte cantidad de dinero «para sus negocios», aunque esclareció la naturaleza exacta de estos.
- La Prensa Gráfica de El Salvador advirtió que el crimen se dio en pleno contexto electoral con serias repercusiones para el gobierno: Si ese es el efecto principal inmediato, habría que investigar si el móvil real está vinculado a la política interna de Guatemala.
- En unas declaraciones que el vicepresidente de Guatemala diera a la Prensa Gráfica, dijo que este crimen era similar al de John F. Kennedy, que al final no se resolvió.[11]
- El ministro Vielmann manifestó que había una conspiración contra el gobierno y las autoridades de seguridad. En los últimos día habían circulado dos comunicados vía electrónica de un grupo autodenominado «Comité de Dignificación de la Policía Nacional Civil» en los que se denunci162 el involucramiento directo del despacho ministerial de Vielmann en la limpieza social y que el dinero que Pichinte llevaba consigo era proveniente del narcotráfico para ser entregado al candidato presidencial Álvaro Colom , de la Unidad Nacional de la Esperanza ( UNE ).
- Los policías asesinados Luis Arturo Herrera López y José Korki López Arreaga, intentaron negociar con Víctor Soto, exjefe del DINC, una salida que no dañara a la institución. Para esto, matarían a miembros de una banda de narcotraficantes de Jutiapa y pondrían en sus manos fusiles AK-47 para implicarlos. Sin embargo, el director de la Policía no habría aceptado tal proposición.[11]
- El fiscal general de El Salvador, Félix Safie , manifestó que el eslabón importante en la trama que dio lugar al asesinato de los diputados del PARLACEN es el policía prófugo, Jeiner Barillas Recinos, pues este habría ordenado el asesinato. También trascendió que Marvin Contreras Nazareno, el exinvestigador de la DINC que se entregó el 28 de febrero, podría ser integrante de una banda que se dedica a robar viviendas en El Salvador.[11]

### Acusaciones contra la Policía Nacional Civil
Durante la interpelación al ministro de Gobernación y del jefe de la Policía ante el Congreso, el Partido Patriota -PP- proyectó tres videos que mostraban a tres supuestos testigos, y uno de ellos denunció la existencia de escuadrones de la muerte dentro de la PNC, dirigidos por Víctor Soto y Javier Figueroa, quienes para entonces ya habían sido destituidos como director subdirector de la DINC, respectivamente. El supuesto testigo era un exagente del DINC y acusó a estos grupos paralelos como los responsables de la muerte de los diputados salvadoreños y de los policías ejecutados en El Boquerón. Finalmente, declaró que los hechos ocurrieron con el conocimiento del Ministerio de Gobernación.

### Muerte de Víctor Rivera
Víctor Rivera, el polémico investigador venezolano, fue asesinado el 7 de abril de 2008 en la ciudad de Guatemala, poco después de ser despedido por el entonces presidente de Guatemala, Álvaro Colom y de reunirse con periodistas de ese país y confesarles que llevaba consigo secretos oficiales.
María del Rosario Melgar Martínez, conocida como Mary Ro, acompañaba a Rivera la noche en que lo acribillaron a balazos en una calle de la ciudad de Guatemala. Ambos viajaban en un auto propiedad de Rivera y ella resultó herida de un balazo en el atentado que le cegó la vida a Rivera. Sin embargo, la investigación de los miembros de la CICIG demostró que la bala, ni el detalle de las lesiones o curaciones sufridas por la mujer, nunca fueron acreditadas en el expediente judicial por los médicos del hospital San Juan de Dios, donde, inicialmente, fue atendida.

### Los hermanos Benítez
Los hermanos Henry Danilo y José Daniel Benítez estaban bajo las órdenes de Javier Figueroa; en 2006 ambos constituyeron la empresa de seguridad privada «Seguridad Global Urbana» SEGURSA. Henry Danilo Benítez era un arqueólogo quien había escrito algunos libros muy conocidos y estaba vinculado a la agencia de turismo «Archaeology Ecotours», con sede en Antigua Guatemala.
Habrían recibido entrenamiento militar en Israel y trabajaban ad-honorem en la policía Nacional. Habían salido ilesos del ataque armado en su contra en Sacatepéquez en marzo de 2007 y se les sindicaba de haber participado en la toma de la cárcel de Pavón en septiembre del 2006 y de haber seleccionado a los reclusos que luego aparecieron muertos dentro del penal en esa oportunidad.
El 27 de junio de 2008 ambos fueron asesinados a tiros en una gasolina en Las Majadas, zona 11 de la Ciudad de Guatemala, por la mañana y a escasos metros del Anillo Periférico, una de las calles más transitadas de la ciudad.

### Involucramiento de la CICIG
El 12 de diciembre de 2006, las Naciones Unidas y el Gobierno de Guatemala firmaron el Acuerdo relativo a la creación de una Comisión Internacional contra la Impunidad en Guatemala (CICIG), el cual, tras la aprobación de la Corte de Constitucionalidad en mayo de 2007, fue ratificado posteriormente por el Congreso de la República el 1 de agosto de 2007. Surgió así la CICIG como un órgano independiente de carácter internacional, cuya finalidad es apoyar al Ministerio Público, la Policía Nacional Civil y a otras instituciones del Estado tanto en la investigación de los delitos cometidos por integrantes de los cuerpos ilegales de seguridad y aparatos clandestinos de seguridad, como en general en las acciones que tiendan al desmantelamiento de estos grupos.
Por haber sido miembros de la policía los asesinos de los diputados del PARLACEN, la CICIG era autoridad competente para colaborar con las investigaciones del caso. Los miembros de ese equipo comenzaron su trabajo en abril del 2007 investigando el asesinato del venezolano Rivera, quien fuera uno de los principales asesores del exministro Vielman. Luego se vieron obligados a conectar otros casos como las muertes en las cárceles de Pavón en 2006 y del “Infiernito”; todas las pesquisas los llevaron a concluir que los casos vinculaban a importantes personajes del principal aparato de seguridad de Guatemala que tenían hombres bajo su mando y que cometían crímenes, asaltos, extorsiones, secuestros y “tumbes” de dinero y drogas, entre otras cosas.
Entre los miembros de la CICIG estuvieron
- Carlos Castresana: español que fungió como el primer comisionado.
- Giselle Rivera: una influyente fiscal costarricense

## Persecución contra Gisele Rivera y desprestigio de la CICIG
A Gisele Rivera se le atribuyen las pesquisas sobre grupos criminales amparados por el Ministerio de Gobernación durante el gobierno anterior, a los cuales acusa como responsables de los casos Parlacen, Boquerón y Pavón.
Rivera, quien el 3 de agosto de 2010 que de parte del excomisionado Castresana hubo ligereza al hacer señalamientos sin que existiera una investigación previa; el excomisionado, por su parte, sostuvo que Rivera –quien para entonces residía en Costa Ricay laboraba para el Ministerio Público de ese país– no fue capaz de resolver los casos que le fueron encomendados en la CICIG.
El 19 de noviembre de 2010, mediante un comunicado, la comisión informó que el comisionado Francisco Dall’Anese, retiró la inmunidad a Gisele Rivera ya que ella estaba siendo investigada por Guatemala; gracias a que Dall'Anese retiró la inumidad a Rivera, el Ministerio Público guatemalteco pudo pedir la captura internacional de la investigación y últimamente está en la lista de pendientes de la Policía Internacional (INTERPOL). Rivera alegó que no se contempló el debido proceso antes de solicitar su captura, y observó que hay temor de la CICIG en su contra ante revelaciones que ella podría hacer sobre investigaciones que desarrolló cuando fungió en esa comisión en Guatemala.

## La versión de Gisele Rivera
Según unos expedientes de la CICIG que fueron filtrados al periódico salvadoreño El Mundo por la exfiscal Gisele Rivera, el motivo de los homicidios habría sido quedarse con el dinero que supuestamente era transportado en dos valijas por el diputado Pichinte, y un cargamento de 20 kilogramos de cocaína. En cambio, en el juicio que se siguió, la Fiscalía guatemalteca indicó que el móvil del crimen había sido una venganza del exdiputado Roberto Silva Pereira contra el partido A.R.E.N.A. de El Salvador, por haber promovido su desafuero en la Asamblea Legislativa cuando se le descubrió actos de corrupción y posible lavado de dinero. El informe filtrado de la CICIG supuestamente señalaba como responsables de la planificación del crimen a las más altas esferas de seguridad pública guatemaltecas; para 2010, año en que se filtró el informe, la mayor parte de funcionarios involucrados en el caso estaban detenidos muertos: el exministro de gobernación, Carlos Vielman, el antiguo jefe de la policía de Guatemala, Edwin Sperissen, y el ex subjefe de ese cuerpo, Víctor Figueroa habían huido de Guatemala y se habían refugiado en España, Suiza y Austria, respectivamente. También estaban el jefe de la Dirección de Investigaciones Criminales, Víctor Hugo Soto y uno de los asesores de Vielman, el venezolano Víctor Rivera, conocido como "Zacarías", quien ya había fallecido, muriendo un año y dos meses después del crimen de los diputados.

### El dinero en el auto
En el reportaje que escribieron Fernández y Jara, se dice que uno de los diputados salvadoreños habría llevado cinco millones de dólares en dos maletas, dinero que habría sido tomado por Soto Diéguez en la finca “La Parga”, localizada en el kilómetro 25 de la carretera hacia El Salvador, donde fueron asesinados los diputados. Con la ayuda de otros agentes que participaron en la operación contra los diputados, el dinero fue llevado en un auto hasta un “car wash” localizado en la zona cinco de la ciudad de Guatemala.
Uno de los hombres que ayudó a cargar hasta el carro las dos maletas en que supuestamente se había colocado el dinero, contó a los investigadores que abrió una de ellas y miró la enorme cantidad de dinero. Otro exclamó, según las pesquisas, que se trataba de cinco millones de dólares. El dinero, según los documentos examinados por los periodista de El Mundo, fue tomado por Soto mientras a los diputados los mantenían en un pequeño cuarto de la finca, con sus cabezas envueltas en bolsas plásticas.
El exjefe policial Rodrigo Ávila quien dijo que Pichinte llevaba dinero porque iba a comprar unas propiedades en Guatemala. Él estaba haciendo negocios en ese país y llevaba un ataché pero que no sabía cuánto dinero llevaba. Supuestamente, la fiscal costarricense de la CICIG Giselle Rivera habría pedido permiso al español Carlos Castresana para extender sus investigaciones en El Salvador, pero no se le autorizó; a pesar de la negativa del jefe de la CICIG, Rivera y un colega viajaron, a título privado, a San Salvador y se entrevistaron con Rodrigo Ávila, para hablar del crimen tras aclararle al exjefe policial salvadoreño que el comisionado Carlos Castresana, no les oficializó el viaje. 
Rodrigo Ávila dijo que él jamás le encontró al exdiputado Pichinte ninguna fase oscura en sus negocios. Tampoco nexos con el narcotráfico internacional. El expresidente Saca, quien gobernaba el país mientras sucedió el asesinato, dijo, en una ocasión, a este periodista, que su homólogo Oscar Berger, le dijo, en una ocasión, que la muerte de los diputados obedecía a un problema de narcotráfico pero tampoco nunca le probó nada. Ahora bien, Ávila dijo que era Víctor Rivera quién le insistía en que Pichinte tenía negocios con Manuel Castillo, el ex legislador que está acusado de ser uno de los autores intelectuales del asesinato de los diputados salvadoreños, pero sin probar nunca nada.
Prueba de eso es que, cuando el exministro de gobernación, Carlos Vielman, acudió, en febrero del 2007, en compañía del exjefe de la policía de El Salvador, Rodrigo Ávila, a comunicarle al antiguo mandatario Oscar Berger, la participación de cuatro agentes policiales en el crimen de los nacionales, en ese encuentro participó Vìctor Rivera. El venezolano se desempeñaba como un importante asesor de Vielman. Desde entonces Zacarías le dijo a Berger que Castillo estaba involucrado en el asesinato. Eso sucedió apenas dos días después del crimen.

### Lo que habría sucedido de acuerdo a Rivera
En Guatemala se juzgó a un exdiputado guatemalteco, Manuel de Jesús Castillo, y al ex legislador salvadoreño, Roberto Silva, acusados de unirse para dar muerte a los diputados salvadoreños ante el Parlamento Centroamericano. Supuestamente ambos usaron agentes policiales y a personajes privados para cometer el crimen, como parte de una supuesta venganza . 
De acuerdo a Rivera, en una prolongada investigación, un grupo de trece profesionales de varios países, concluyó que los diputados transportaban en un vehículo Land Cruiser, placas salvadoreñas 186171, cinco millones de dólares, y que eso lo conocían las autoridades guatemaltecas. Las operaciones para hacerse del dinero las habrían encabezado el venezolano Víctor Rivera, quien habría montado en Guatemala, una estructura paralela de seguridad, y Víctor Hugo Soto Diéguez, entonces jefe de la Dirección de Investigaciones Criminales.
El dinero se lo atribuyen al diputado William Pichinte, cuya esposa era la propietaria del vehículo Land Cruiser en el que viajaban los tres diputados y su motorista. Los legisladores Ramón González y Eduardo d’Abuisson viajaron junto a Pichinte porque, el primero, dejó su auto en El Salvador para que movilizaran a su hija que estaba próxima a parir un hijo, y d’Abuisson tenía su jeep doble tracción en el taller mecánico. El vehículo en el que viajaban los diputados salvadoreños poseía un compartimiento secreto, mandado a construir por sus propietarios, para ocultar cargas que no querían llevarse en lugares convencionales.
Alentados por el dinero, en el crimen habrían participado no solo los cuatro agentes policiales que fueron acusados y, posteriormente, asesinados en una prisión guatemalteca en condiciones misteriosas, sino también otros funcionarios que caminan libres o que, igualmente, fueron acribillados a balazos o están presos por otras razones, según la investigación.
De acuerdo al reportaje del Mundo, varios de los informes del grupo investigador de la CICIG mostraban que testigos importantes del caso, a quienes se pedía sacar a Estados Unidos o Canadá, nunca negaron que los cuatro agentes policiales muertos participaron en la intercepción ilegal de los diputados salvadoreños y esta ocurrió cerca del centro comercial La Pradera, de la ciudad de Guatemala. Posteriormente fueron asesinados y calcinados en una finca localizada en el kilómetro 25 de la carretera que conduce hasta Santa Elena Barillas.
Pero, un informe elaborado el 28 de julio de 2009 por el grupo investigador y entregado al español Carlos Castresana, comisionado de la CICIG, menciona que el ministro de Gobernación del gobierno de Oscar Berger, Carlos Vielman, el jefe de la Dirección de Investigaciones Criminales (DINC), Víctor Hugo Soto Diéguez, y el venezolano Víctor Rivera, conocían que los diputados viajarían a la ciudad de Guatemala para incorporarse a las sesiones ordinarias del Parlamento Centroamericano. Todos ellos habrían participado como parte de una estructura criminal que operaba dentro del Ministerio de Gobernación y la policía. 
Además de los cuatro policías que aparecieron en los videos y que fueron capturados el 22 de febrero de 2007, Soto habría utilizado a otros hombres, como Marvin Contreras Natareno, quien fue detenido después de pasar varios días en un hotel de la ciudad de Guatemala, cuya cuenta la pagó el Ministerio de Gobernación. Fue presentado ante los tribunales guatemaltecos después de permanecer, literalmente desaparecido durante cuatro días en manos de autoridades de ese país; Lo llevaron ante los tribunales luego que sus compañeros fueran asesinados. Aunque prefirió no declarar en las etapas previas del proceso, las investigadores de la CICIG temieron, en su momento, que pueda estar muy influenciado por el asesinato de sus compañeros y alguna petición para que callara hechos. Contreras Natareno declaró en el juicio en el que se le juzga y reprodujo la tesis del funcionamiento de la estructura de crimen organizado dentro de las principales instituciones de seguridad guatemaltecas.
Los cuatro agentes policiales (Herrera, Gutiérrez, Langen y López) fueron detenidos, en medio de una convulsa rebelión dentro de la policía guatemalteca. Paradójicamente, a pesar de que Soto Diéguez y Víctor Rivera habrían estado involucrados en el crimen de los diputados, fueran ellos quienes encabezaron las investigaciones oficiales sobre el asesinato. Soto fue el primero que acusó a esos cuatro agentes como jefe de la DINC guatemalteca. Los cuatro agentes fueron detenidos, en el Ministerio de Gobernación, con la intervención no solo de Soto Diéguez sino también del venezolano Víctor Rivera, tras un sórdido encuentro en el que el exjefe de la policía salvadoreña, Rodrigo Ávila, fue testigo cercano. Una vez que fueron detenidos esos cuatro agentes, Dany Benítez, uno de los hombres más controversiales de la policía guatemalteca, grabó un video con su teléfono en el que Luis Herrera le grita al venezolano Rivera , en el momento de su detención, que los traicionaron y que si los detienen “¡por Dios que van a saber de nosotros!”

## Captura de exmiembros del ministerio de Gobernación del gobierno de Berger
En agosto de 2010, poco después de la publicación del periódico salvadoreño El Mundo, cinco suboficiales de la Guardia Civil española y tres inspectores del Cuerpo Nacional de Policía españoles desarticularon en Guatemala la antigua cúpula de Gobernación, a quienes se acusó de asesinatos, secuestros y blanqueo de dinero. Guatemala había ordenado la busca internacional y captura e ingreso en prisión de, al menos, dieciocho altos funcionarios de la Policía Nacional Civil (PNC) y del exministro de Gobernación, Carlos Vielmann, el ex director general de la PNC, Erwin Sperisen, al subjefe, Javier Figueroa, y al exjefe de la División de Investigación de la Policía Nacional, Soto Diéguez. Las pesquisas de los investigadores españoles apuntaban a la posibilidad de que alguno de los agentes guatemaltecos habría intervenido en la ejecución de cientos de personas. Por su parte, no se citó al expresidente Óscar Berger.
Las órdenes de captura fueron dictadas ahora por el Juzgado de Alto Riesgo guatemalteco tras más de dos años de trabajo de los oficiales españoles -entre los años 2008-2010-, a petición de la Comisión Internacional Contra la Impunidad en Guatemala -CICIG-.
En 2012 fue capturado Erwin Sperisen.

## Juicios
Erwin Sperisen fue sentenciado a cadena perpetua en Suiza por la muerte de los siete prisioneros de Pavón en 2006. Sperisen fue juzgado en Ginebra y no podrá ser extraditado porque tiene ambas nacionalidades, ya que su abuelo había emigrado a Guatemala. La corte suiza determinó que estuvo involucrado en la planificación de la muerte de los siete reos, y fue «directamente responsable» de uno. Por su parte, Sperisen -quien fue declarado inocente de los cargos que le imputaban sobre la ejecución extrajudicial de tres prisiones prófugos en 2005- ha negado rotundamente su culpabilidad y sus abogados apelaron la sentencia condenatoria. El juicio de apelación se inició el 3 de mayo de 2015 pero la Cámara Penal de Apelación y Revisión de Ginebra, Suiza no solamente confirmó la sentencia emitida en 2014, sino que la modificó para incluir tres muertes más de prófugos de El Infiernito en 2005. La defensa de Sperisen apelará a la última instancia: el Tribunal Federal.
Por su parte, Javier Figueroa, exsubdirector de la División de Investigación Criminal (DINC) de la Policía Nacional Civil (PNC), fue absuelto por un juzgado austriaco de la acusación de participar en el homicidio de los siete reos en 2006. Para su veredicto, el jurado tomó en cuenta cerca de diez mil páginas, más de cincuenta horas de audiencias a través de video conferencias y otra docena de testimonios –incluyendo el del expresidente guatemalteco Óscar Berger Perdomo y el del ex director general de centros penitenciarios, Alejandro Giammattei– en la corte de distrito de RiedimInnkreis, Austria. Figueroa negó los cargos que se le imputaban desde 2011, cuando el MP solicitó su extradición a Guatemala y fue detenido preventivamente en Austria, tras ser acusado junto al exministro de Gobernación, Carlos Vielman, y el ex director general de la PNC, Erwin Sperisen. En su alegato final ante el jurado, Figueroa aseguró que fue hasta estar en Austria, donde reside desde que obtuvo asilo político junto a su familia en 2007, que supo la existencia de ilegalidades mientras estuvo en la DINC; rechazó la existencia de una “lista negra” de reos en la toma de Pavón; y afirmó que su lucha contra la corrupción dentro de la policía y contra el crimen organizado le ganó enemigos, incluso dentro de la misma PNC y el ejército, y por lo cual, afirmó, fue acusado injustamente en Guatemala. El abogado de Figueroa, Benno J. Wageneder, solicitó la absolución del defendido y acusó a la CICIG de inventar un caso en torno al exjefe policial para justificar su existencia en Guatemala. Según el defensor, la comisión estaba bajo una gran presión para tener éxito en sus casos porque de lo contrario no tendrían más patrocinadores para su funcionamiento. En ese punto sirvieron los testimonios de Berger y Giammattei, quienes en sus testimonios acusaron a la CICIG de comprar testigos y fabricar casos penales sin pruebas. En cuanto a la fiscal asignada al caso, Claudia Jenichl, esta aseguró al jurado que Figueroa era sin duda un buen actor, y afirmó que, si bien él podría no haber matado a alguien directamente en este caso, las pruebas demostraron que estaba involucrado en los homicidios de los reos.
Finalmente, el exministro de gobernación Carlos Vielmann se encuentra pendiente de juicio en España por cargos similares; el abogado Francisco Palomo, quien llevó el caso de Vielman en Guatemala y luego el del juicio por genocidio del general Efraín Ríos Mont fue asesinado el 3 de junio de 2015 en la zona 9 de la Ciudad de Guatemala después de haber sido perseguido por varias cuadras.